# Philadelphia Naval Shipyard

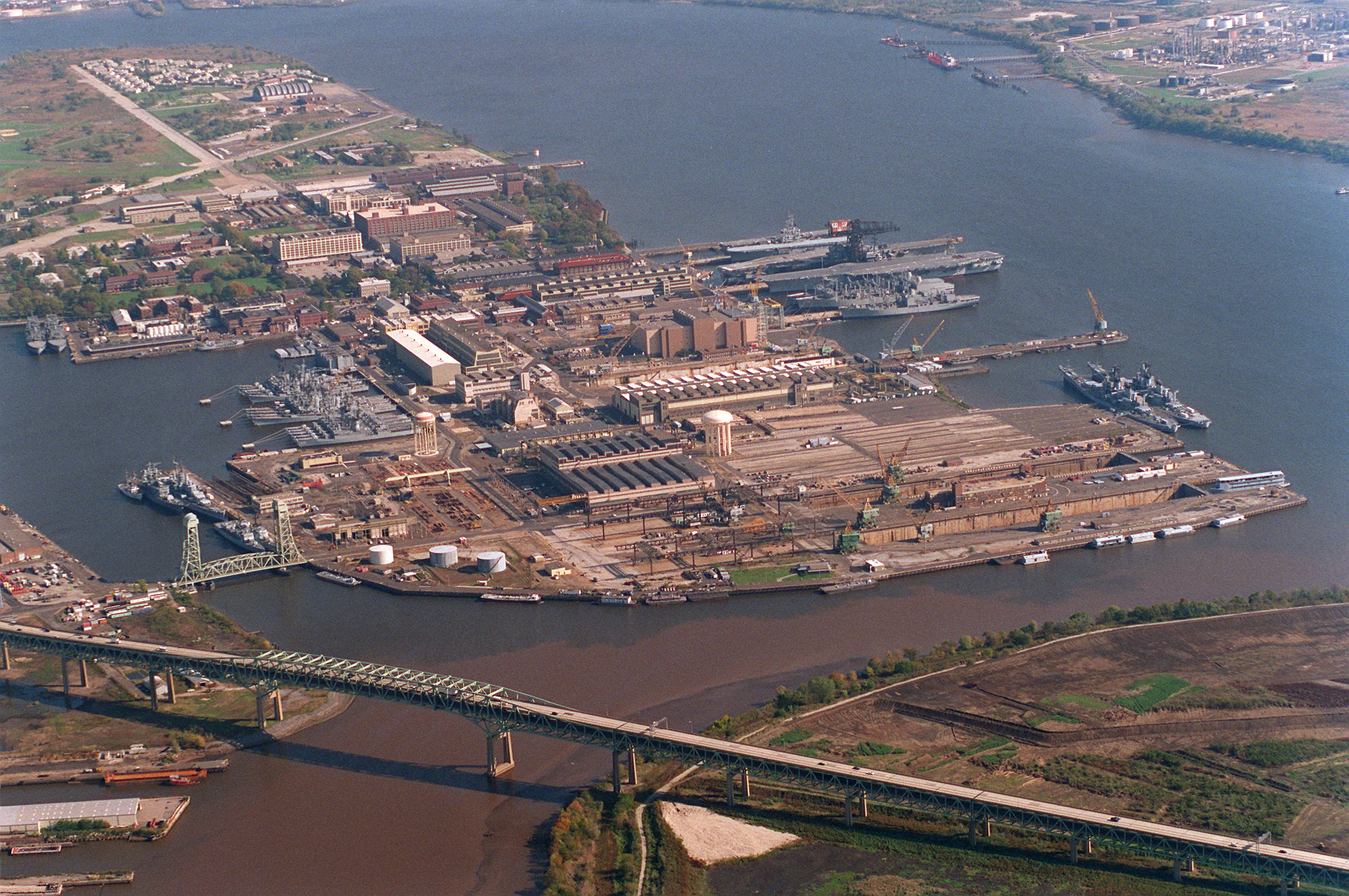
Luftaufnahme von 1995

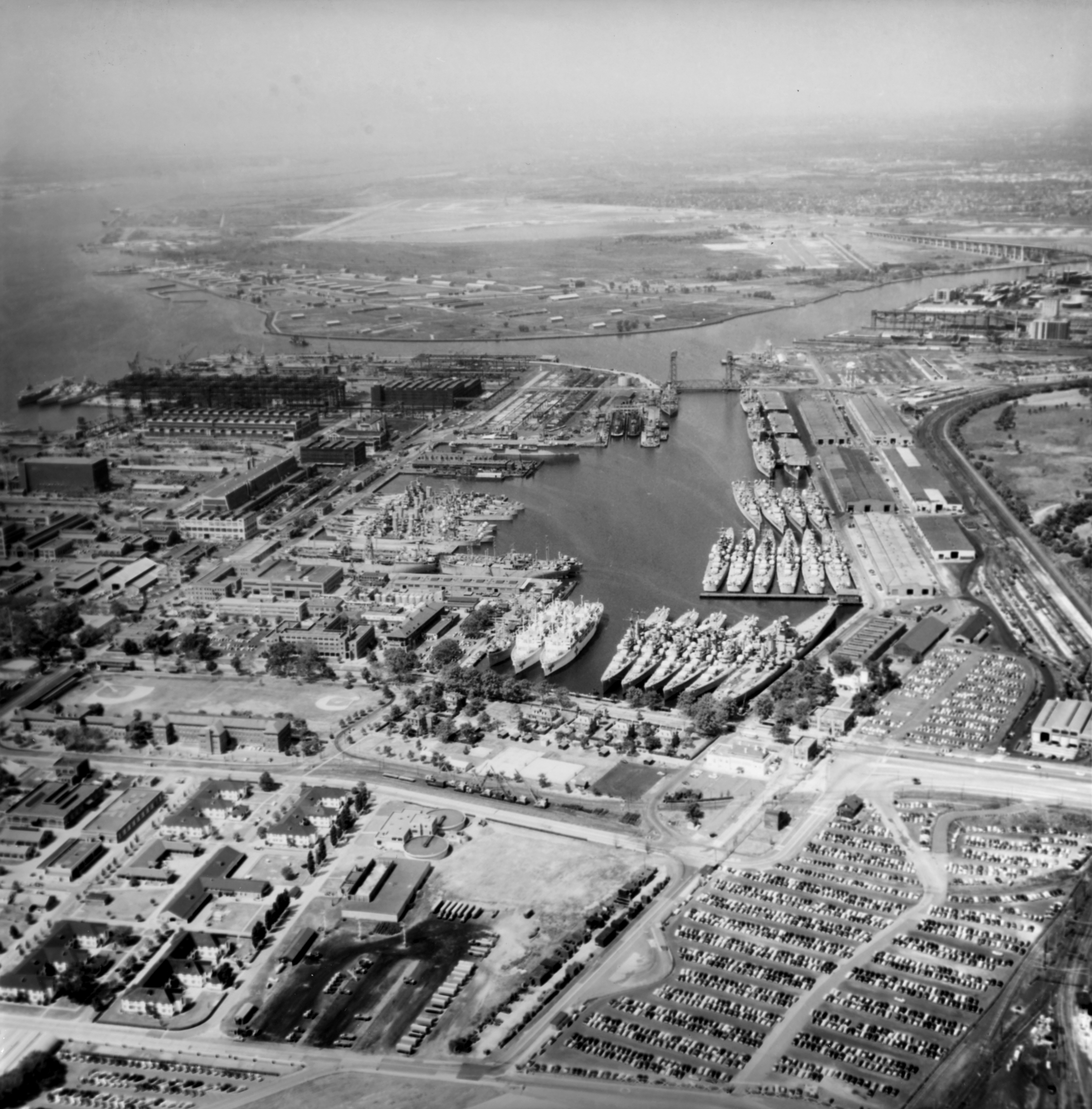
Philadelphia Reserve Fleet 1955

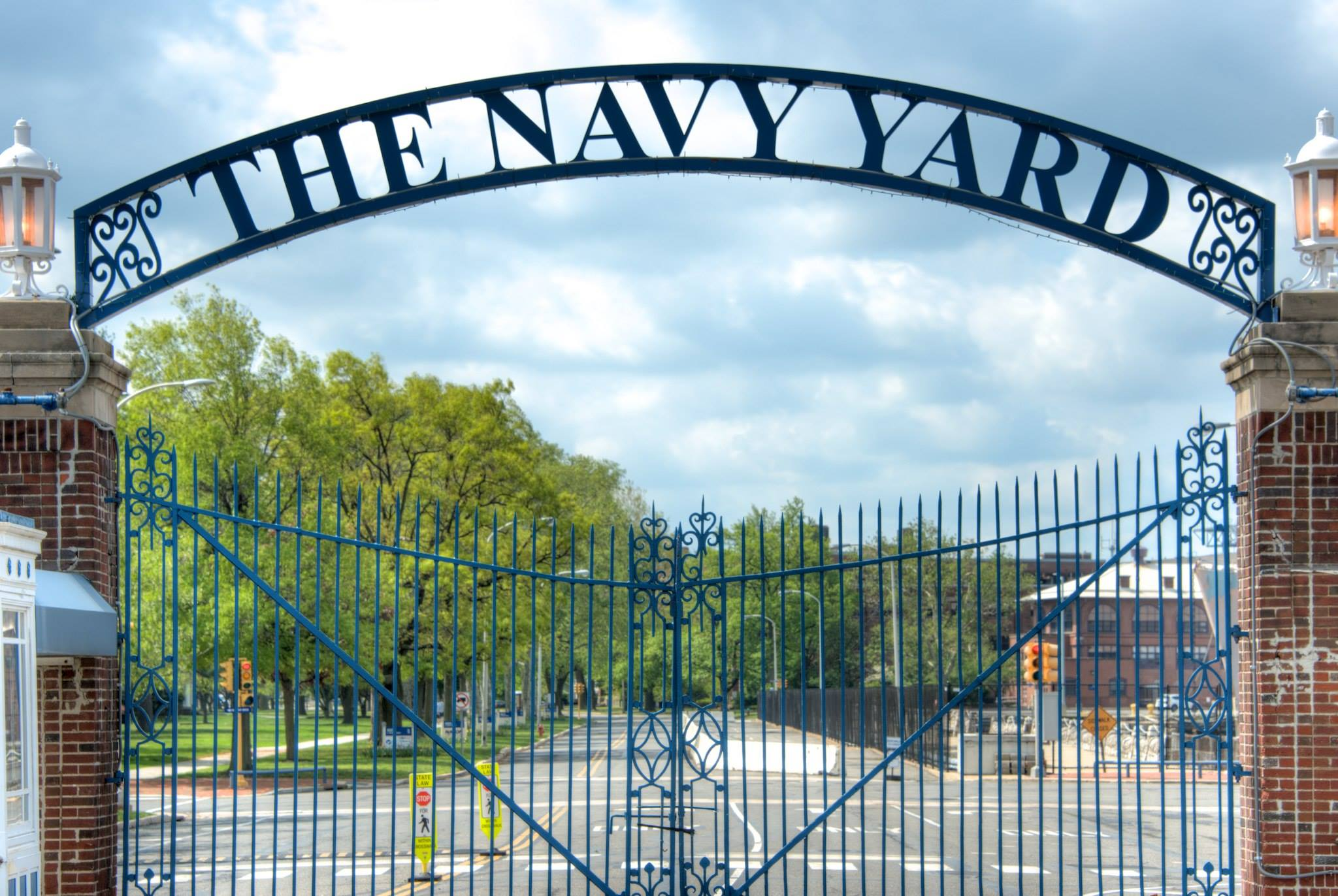
Eingang Navy Park Philadelphia 2016

Der Philadelphia Navy Yard war die erste staatseigene Werft der Vereinigten Staaten. Sie wurde als Staatswerft 1801 auf dem Gelände einer früheren Werft gegründet und 1995 offiziell geschlossen. Sie baute Schiffe für die US Navy.

## Geschichte
Die Werft wurde zunächst 1776 an der Front Street am Südrand Philadelphias errichtet. 1801 wurde sie zur Staatswerft, 1871/76 wurde sie nach League Island am Zusammenfluss von Delaware River und Schuylkill River verlegt. In den folgenden Jahrzehnten, insbesondere im Ersten und Zweiten Weltkrieg wurde sie immer mehr erweitert. Als erste Werft der Welt verwendete sie schwimmende Trockendocks.
1917 wurde auch die staatseigene Naval Aircraft Factory auf dem Gelände der Werft eröffnet.
Im Zweiten Weltkrieg erreichte die Werft ihren größten Personalstand mit 40.000 Beschäftigten. Es wurden 54 Kriegsschiffe gebaut und etwa 574 repariert. Die Werft baute in dieser Zeit vor allem Zerstörer, aber auch drei Schlachtschiffe, zwei Flugzeugträger sowie zwei weitere Kreuzer.
Nach dem Weltkrieg wurde der Personalstand auf 12.000 Beschäftigte abgebaut. In den 1960er-Jahren wurden immer mehr Aufträge für Schiffsneubauten an private Werften vergeben. Die Werft konzentrierte sich nun vor allen Dingen auf die Reparatur oder Überholung von Kriegsschiffen. Der letzte Neubau war die Blue Ridge 1970.
Noch die erste Bush-Regierung richtete 1991 eine Kommission zur Überprüfung der Erfordernisse der US Navy nach dem Kalten Krieg ein. Diese kam zu dem Schluss, dass die Werft nicht mehr gebraucht werde. Die Werft wurde 1995 offiziell geschlossen, einige Projekte liefen aber noch bis 2003 weiter. Heute ist sie eine Museumswerft.
Auf dem Gelände befindet sich heute ein großer Industriepark.
Der Philadelphia Naval Shipyard ist seit dem 22. Dezember 1999 als Historic District im National Register of Historic Places verzeichnet.

## Bekannte Schiffe
- Washington
- Wisconsin
- New Jersey
- Antietam
- Okinawa[4]